# Aeshna crenata
Espèce
Statut de conservation UICN

 LC  : Préoccupation mineure
Aeshna crenata est une espèce d'insectes de la famille des Aeshnidae appartenant au sous-ordre des anisoptères dans l'ordre des odonates. Son nom vernaculaire est l'æschne crénelée.
Synonymes
- Aeshna gigas (Bartenev, 1908)
- Aeshna nigroflava Martin, 1908

## Description
Cette libellule de grande taille (corps long de 71 à 86 mm) dépasse l'Anax empereur, une des plus grandes libellules d'Europe.
Chez Aeschna crenata, les bandes thoraciques sont généralement d'un dégradé jaune vert et il y a présence d'une très petite tache entre celles-ci. Le mâle et la femelle sont relativement similaires. La coloration peut varier chez les individus allant de bleu-vert à jaune.

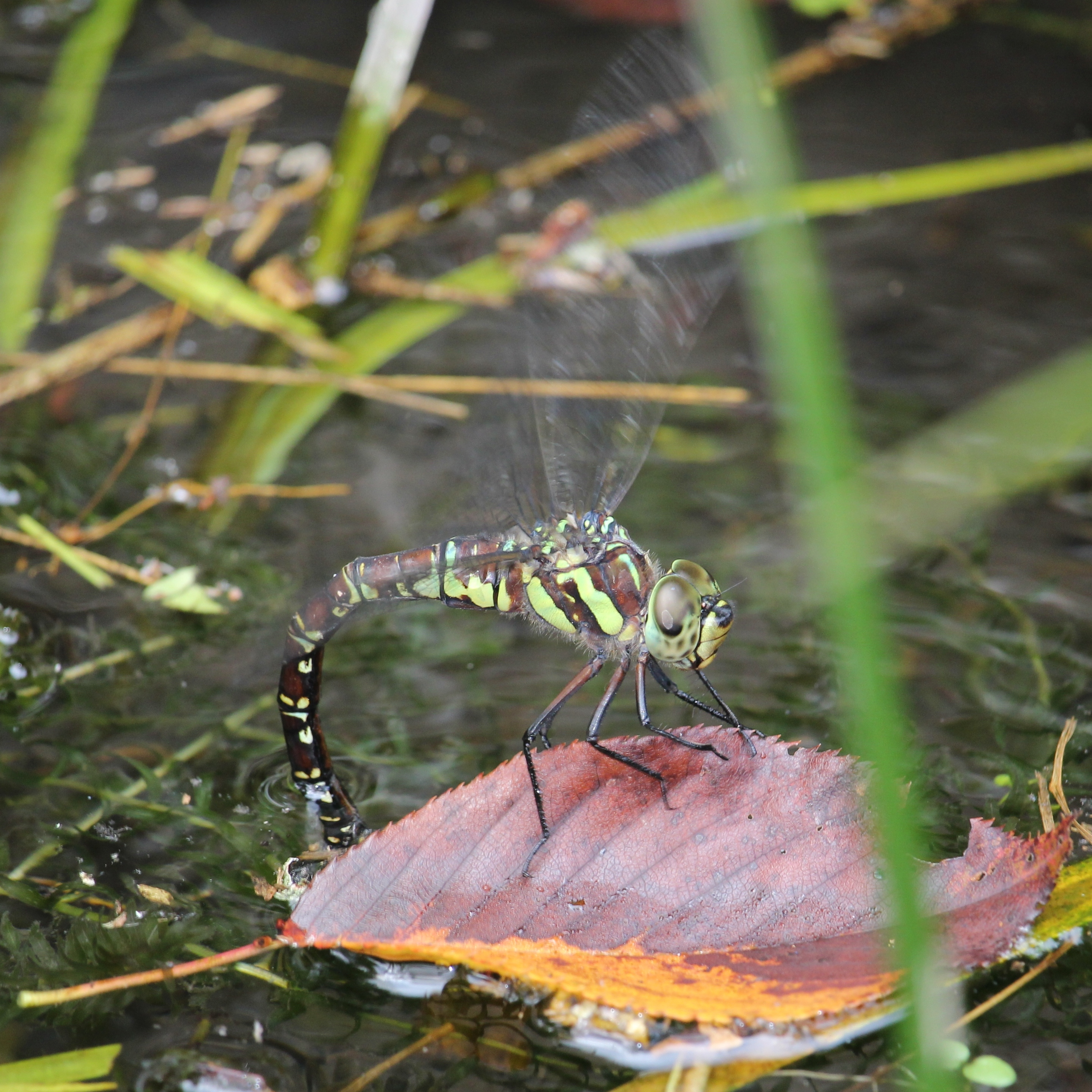
Femelle.
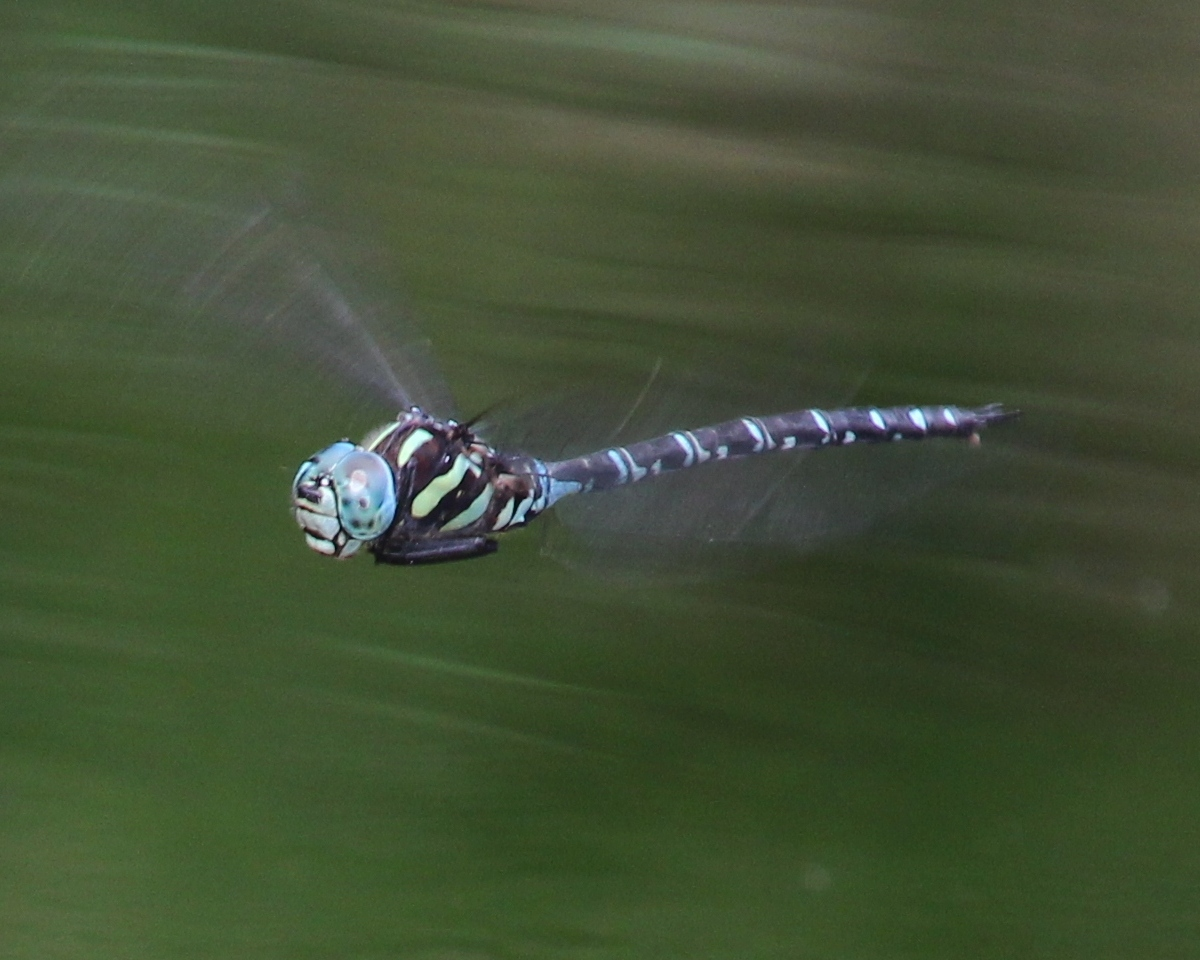
Mâle.

## Répartition
Elle se retrouve en Sibérie, dans le Nord de la Russie, en Finlande, en Lettonie, en Lituanie et en Biélorussie.

## Habitat
A. Crenata fréquente les lacs oligotrophes forestiers. La femelle pond dans les végétaux aquatiques.